# Nur ad-Din Muhammad
Nur ad-Din Muhammad, oder Muhammad II. (arabisch نور الدين محمد, DMG Nūr ad-Dīn Muḥammad; * 1147; † 1. September 1210), war der 24. Imam der Schia der Nizari-Ismailiten und fünfte Herrscher von Alamut.

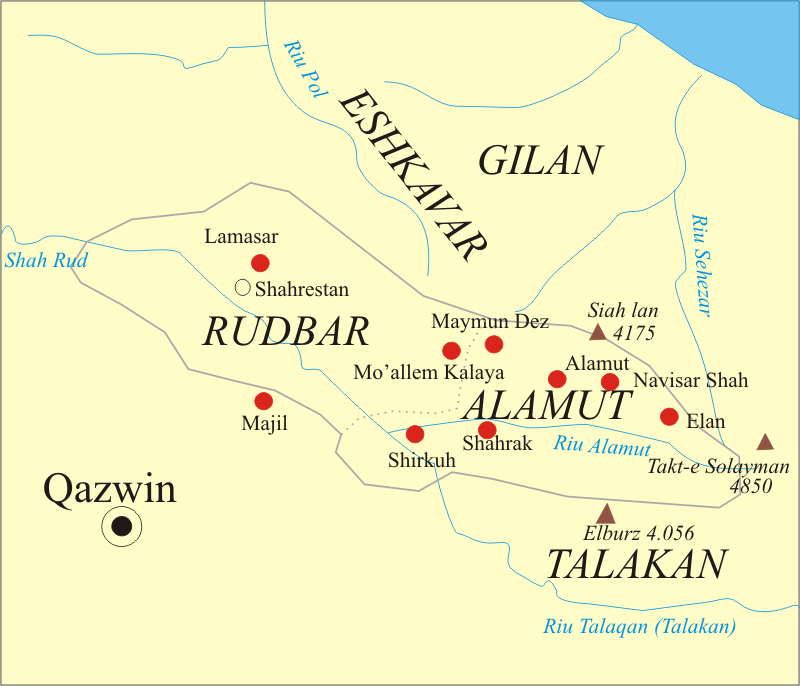
Der Ismailitenstaat von Alamut in Nordpersien.

Begünstigt durch den Zerfall des Seldschukenreichs hat der Ismailitenstaat in der Zeit Muhammads II. eine weitgehende Unabhängigkeit erlangen können. Sein Territorium umfasste die nordpersische Bergregion des Elburs südlich des kaspischen Meeres, entsprechend der heutigen iranischen Provinzen Qazvin und des östlichen Gilans mit der Burg Alamut als Hauptresidenz. Weiterhin bestand noch die weitgehend autonome syrische Exklave um Masyaf.
Muhammad hat den Mörder seines Vaters samt dessen familiärem Anhang exekutieren lassen, womit die Buyiden-Dynastie ausgelöscht wurde. Die von seinem Vater verkündete messianische schiitische Doktrin zum „jüngsten Tag“ führte er fort, die im Standpunkt des orthodoxen Islams der Sunna als Häresie galt. Darüber ist er in seinen späten Jahren mit seinem Sohn Dschalal ad-Din Hassan in Streit geraten, weil dieser der Lehre nicht folgen wollte.
Des Imams Vorsteher (dāʿī) in Syrien, Raschid ad-Din Sinan, hat in den Jahren 1175 bis 1176 zwei Attentate auf Saladin durchführen lassen, die allerdings nicht erfolgreich waren. Der Sunnit Saladin hatte 1171 zwar die Herrschaft der den Nizari verhassten Vettern in Ägypten (Fatimiden/Mustaliten) beendet, sich als dessen neuer Herrscher aber unter die formelle Oberhoheit des sunnitischen Kalifats der Abbasiden gestellt.
Am zehnten Tag des Monats Rabi I 607 AH (1. September 1210) ist Muhammad II. gestorben, Gerüchten zufolge vom Sohn vergiftet.